# Astrid Ehrencron-Kidde
Astrid Margrethe Ehrencron-Kidde, född Müller den 4 januari 1874 i Köpenhamn, död den 30 juni 1960 på Frederiksberg, var en dansk författare, från 1907 gift med författaren Harald Kidde.
Kidde gjorde sig känd genom flera samlingar av Eventyr (1901 ff.), och skrev därefter många romaner och noveller, bland andra Lille fru Elsebeth (1904), De stille stuer (1906), Fru Hildes hjem (1907), Foraldrene (1909), Martin Willéns underlige hændelser (1911), Alle sjæles nat (1912), En vagabonds roman (1915), Pastor Medin (1916), Skriveren fra Filipstad (1917), Over sukkenes bro (1919) och Staffan Hellbergs arv (1920). Flera av hennes berättelser utspelar sig i Värmland, och hon är starkt påverkad av Selma Lagerlöf och maken Harald.
Hennes sista roman utkom 1939; därefter skrev hon noveller och ägnade sig åt översättning, bland annat av svenskan Agnes von Krusenstjerna. 1960 gav hon ut memoarerna Hvem kalder. 1931 tilldelades hon Tagea Brandts rejselegat for kvinder.